# Dan Harden
Dan Harden (* 15. März 1926 in Bukarest; † 10. März 2014 in Ischim) war ein rumänischer Schauspieler.

## Leben
Dan Harden wuchs in der rumänischen Hauptstadt Bukarest auf.
Er war über viele Jahrzehnte hinweg als Schauspieler in der Filmbranche und am Theater tätig. Er wirkte in mehreren Filmen und Fernsehserien mit und war bis Mitte der 1990er-Jahre als Schauspieler aktiv.
1987 war Harden in dem Film Chico, der Skipper zu sehen. In Eis am Stiel 8 – Summertime Blues, dem letzten Teil der Reihe, spielte Harden die Rolle des Romek Weiss, der Vater der Hauptfigur Benny (Yiftach Katzur). Die Rolle des Romek wurde in den vorherigen Filmen von Menashe Warshavsky gespielt.
Dan Harden starb am 10. März 2014 kurz vor seinem 88. Geburtstag in Ischim.

## Filmografie (Auswahl)
- 1987: Chico, der Skipper
- 1988: Eis am Stiel 8 – Summertime Blues
- 1990: Neshika Bametzach
- 1995: Zihron Devarim